# 조각공원

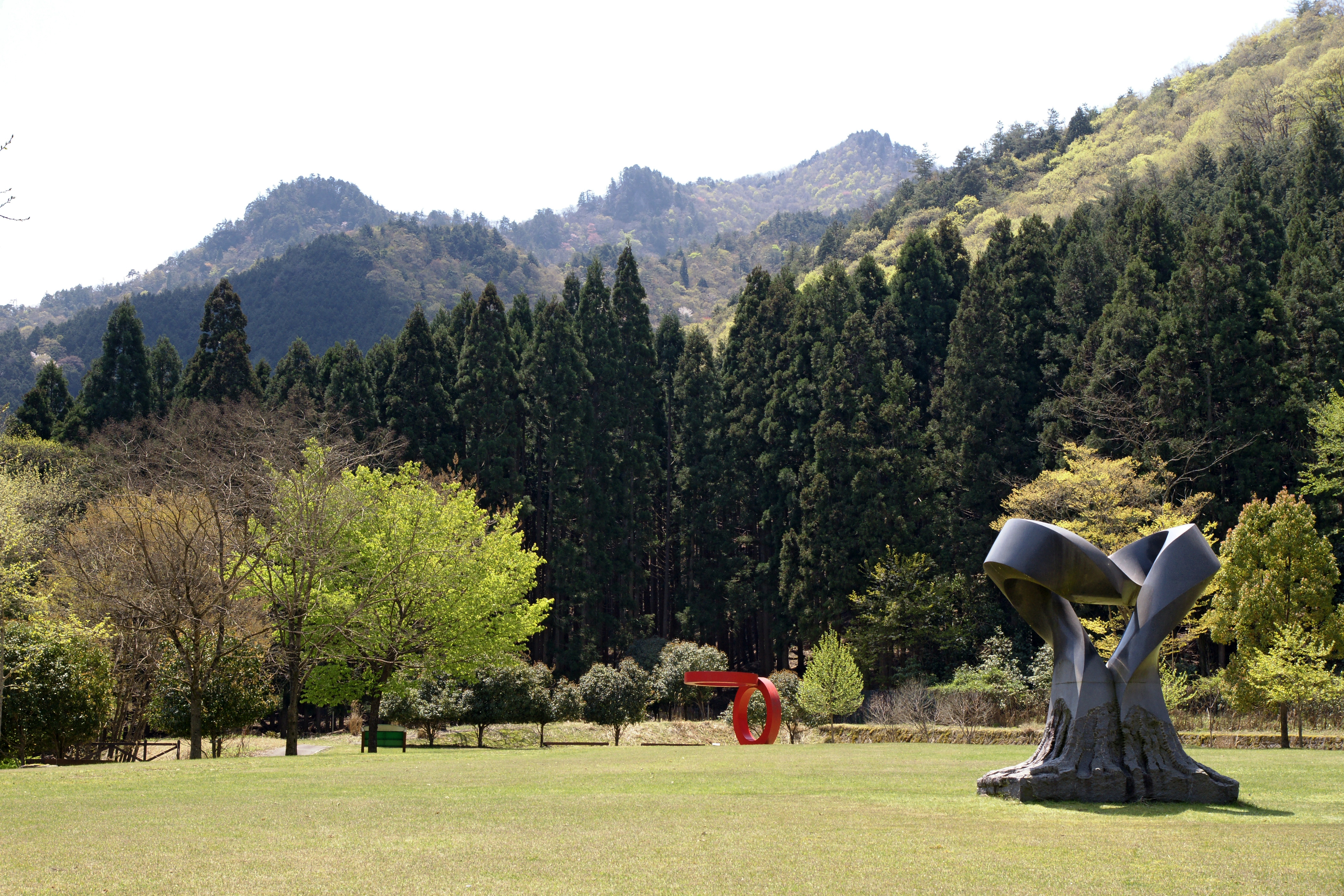
아사고 예술의 숲

조각공원(彫刻公園)은 조각 전시를 목적으로 한 야외 공원 · 정원이다.

## 같이 보기
- 정원 종류